# 託基皇女
託基皇女（たきのひめみこ）は、天武天皇の皇女で、母は宍人大麻呂の娘のカジ媛娘（「カジ」は木偏に穀）。多紀・当耆皇女とも書き、大宝律令施行後、「皇女」は「内親王」と記述される。伊勢斎王（斎宮）。志貴皇子の妻となり春日王を生む。

## 生涯
天武天皇と宍人カジ媛娘の皇女で、同母兄姉に忍壁皇子・磯城皇子・泊瀬部皇女がいる。天武天皇15年（686年）4月27日、天武天皇の病平癒祈願のため大蕤娘らと一緒に伊勢神宮に遣わされる。文武天皇2年（698年）9月10日、伊勢斎宮に卜定され伊勢へ下向する。斎宮制度は大伯皇女が朱鳥元年（686年）に退下したあと途絶えており、12年ぶりの卜定だった。
文武天皇5年（701年）2月、突如新たに泉皇女が斎宮に卜定され、託基皇女は退下したが、慶雲3年（706年）12月6日に再び伊勢神宮に遣わされている。志貴皇子とは斎宮退下後に結婚したものと思われる。
霊亀2年（716年）、夫の志貴皇子が没したあと、天平9年（737年）2月14日三品に叙せられ、天平勝宝元年（749年）4月14日、一品に昇叙された。奈良時代を通じて内親王で一品に昇進したのは、彼女と氷高皇女（後の元正天皇）の2人だけである（以後、貞観19年（877年）に儀子内親王が叙されるまで内親王の一品の例はない）。これは当時既に、天武天皇の子女の中で彼女が最後の生存者になっていたために、格別な敬意が払われたものとされている。天平勝宝3年（751年）1月25日に没。

## 血縁
- 父：天武天皇
- 母：宍人カジ媛娘（宍人大麻呂の娘）
- 同母兄姉：忍壁皇子、磯城皇子、泊瀬部皇女

- 夫：志貴皇子
  - 子：春日王